# بلنی پرچمی بارناکل
بلنی پرچمی بارناکل (نام علمی: Acanthemblemaria macrospilus) نام یک گونه از تیره بلنی‌های پرچمی است. این گونه در صخره‌های مرجانی در شرق و مرکز اقیانوس آرام یافت می‌شود. بیشترین اندازه ثبت شده برای این گونه ۶ سانتی‌متر است.